# Duamutef
Duamutef war einer der vier Horussöhne und Kanopengötter, die die mumifizierten Eingeweide beschützten.
Als seine Eltern gelten der Gott „Horus der Ältere“ (Haroeris) und die Göttin Isis.

## Darstellung
Duamutef wird zunächst menschengestaltig dargestellt, seit dem Neuen Reich mit dem Kopf eines Schakals. Über seine Darstellung mit Tierkopf gibt es zudem in der Literatur, wie bei Kebechsenuef, unterschiedliche Angaben: Einerseits erfolgt die Zuweisung eines Falkenkopfes, andererseits die eines Schakalkopfes.

## Bedeutung als Schutzgott der Kanopen
Zusammen mit den drei anderen Horussöhnen Amset, Hapi und Kebechsenuef beschützte er die mumifizierten Eingeweide. Ihm unterstand der Schutz des Magens.

## Bedeutung in der Mythologie
Die Pyramidentexte nennen Duamutef als Schutzgott der Toten und ihren Helfer beim Aufstieg in den Himmel. Über die Inschriften auf den Kanopenkrügen und den dazugehörigen Kanopenkästen wird Duamutef angerufen und schützt vor Hunger und Durst.
Im Osiris-Zyklus ist Duamutef, ebenso wie die übrigen Horussöhne, „eine der Stundenwachen an der Leiche des Osiris“. Er ist der Schutzgott der dritten Tages- und der dritten Nachtstunde von dem es zu beiden Zeiten heißt: „Duamutef kommt um dich zu sehen, er wirft dir den Feind auf deiner linken Seite nieder.“
Der Mythologie zufolge wurde er von Horus wie seine Geschwister als Wächter der Himmelsrichtungen bestimmt und als Krönungsbote nach Osten gesandt. Duamutef ist ebenfalls ein Sterngott. Mit Kebechsenuef bildet Duamutef in Hierakonpolis ein Paar, das die Hände des Horus bewacht. Sein Hauptkultort ist Buto, daneben auch Letopolis. Seine Schutzgöttin ist Neith.